# 강시지존
《강시지존》(疆屍至尊: Ultimate Vampire)은 홍콩에서 제작된 류웨이창 감독의 1991년 영화이다. 린정잉 등이 주연으로 출연하였다.

## 출연

### 주연
- 린정잉
- 첸샤오하오
- 우자리

### 조연
- 구펑
- 천페이산
- 류쉰
- 황쯔양
- 황빈